# Juan Fernández (żeglarz)
Juan Fernández (ur. 1536, zm. 1604) – hiszpański żeglarz i odkrywca wysp Pacyfiku.
Fernández uznawany jest za żeglarza, który w latach 1563–1574 odkrył wyspy Juan Fernández znajdujące się na zachód od Valparaíso (Chile) oraz wyspy na Pacyfiku: San Felix i San Ambrosio. Odkryć tych dokonał podczas rejsów pomiędzy Callao a Valparaiso i do Panamy, wykorzystując wiedzę na temat pasatów, pozwalających na oddalenie się od wybrzeży Ameryki, a tym samym skrócenie żeglugi pomiędzy tymi miastami z trzech miesięcy do 30 dni.
Według niektórych historyków (m.in. Alexander Dalrymple i James Burney) Fernández był pierwszym Europejczykiem, który dotarł do Nowej Zelandii. Odkrycia tego miał dokonać przypadkowo w 1576 (lub 1573), zniesiony przez sztorm podczas żeglugi wzdłuż zachodnich wybrzeży Chile. Dokument, na podstawie którego opiera się ich teza, został przekazany królowi Filipowi II. Historyk, profesor James Belich z University of Auckland, uważa jednak za niemożliwe, by Fernández dokonał tego odkrycia przed holenderskim żeglarzem Ablem Tasmanem, który dotarł do Nowej Zelandii w 1642 roku.

## Literatura
- J. L. Arias, Memoir recommending to the king the conversion of the new discovered islands (in Spanish, 1609; Eng. trans., 1773); Ulloa, Relation del Viaje, bk. ii. ch. iv.; Alexander Dalrymple, An Historical Collection of the several Voyages and Discoveries in the South Pacific Ocean (London, 1769–1771); Freville, Voyages de la Mer du Sud par les Espagnols.
- Hooken, T. M. (1894). Some Account of the Earliest Literature and Maps relating to New Zealand, Transactions of the Royal Society of New Zealand, Volume 27, Article 71, 616–634.